# 주한 필리핀 대사관
주한 필리핀 대사관(영어: Embassy of the Philippines in Seoul)은 대한민국 서울특별시 용산구 이태원동 5-1에 위치하고 있는 필리핀 대사관이다. 현직 주한 필리핀 대사는 마리아 테레사 디존데베가이다.

## 역사
대한민국과 필리핀은 1949년 3월 3일 국교 관계를 수립했으며 특히 6.25 전쟁 당시 필리핀이 유엔군의 일원으로 참전함으로써 급속히 가까워졌다. 필리핀은 당시 7,148명의 병력을 파견했는데 이들 중 112명이 전사하고 57명이 실종했으며 299명이 부상했다. 필리핀은 1954년 11월 11일 서울에, 대한민국은 그 해 1월 19일 필리핀에 공사관을 설치했다. 양측의 공사관은 1958년 2월 1일 각각 대사관으로 승격했다. 필리핀은 2000년 7월 조선민주주의인민공화국과 외교 관계를 수립했지만 상주공관은 없다.
대한민국과 필리핀은 1961년 소포우편협정과 무역협정, 1973년 문화협정, 1985년 경제기술협력협정, 1996년 투자보장협정을 체결하는 등 상호교류를 위한 다양한 협정을 맺었다. 대한민국의 박정희, 전두환, 김영삼, 김대중, 노무현 대통령 등과 필리핀의 피델 V. 라모스, 조셉 에스트라다, 글로리아 마카파갈 아로요 대통령이 상대 국가를 방문하는 등 고위층의 상호 방문도 활발하다.

## 주요 업무
주요 업무는 대한민국 정부와 정치적, 경제적, 사회적, 문화적 협력, 외교, 경제 정보 수집, 수출, 통상 진흥, 외교 정책 홍보, 문화, 학술, 체육 교류 협력, 대한민국 거주 필리핀 국민의 보호, 육성, 국적, 호적, 여권 업무 및 필리핀 여행객에 대한 사증 발급 등이다.

## 같이 보기

### 일반 주제
- 대한민국-필리핀 관계
- 주필리핀 대한민국 대사관
  - 주세부 대한민국 분관

### 관련 목록
- 필리핀의 재외공관 목록
- 대한민국 주재 외국공관 목록